# Temporada de huracanes en el Atlántico de 1988
La temporada de huracanes en el Atlántico de 1988 comenzó oficialmente el 1 de junio de 1988, y se prolongó hasta el 30 de noviembre de 1988. Estas fechas convencionalmente delimitan el período de cada año, cuando la mayoría de ciclones tropicales se forman en la cuenca atlántica,  sin embargo la temporada comenzó el 30 de mayo con el desarrollo de una depresión tropical en el mar Caribe. Fue una temporada con una actividad moderadda que provocó costes y muertes con 15 ciclones tropicales afectando directamente a tierra. El primer ciclón en alcanzar el estatus de tormenta tropical fue Alberto el 8 de agosto, casi un mes más tarde de lo habitual. La última tormenta de la temporada fue Keith, que se convirtió en extratropical el 24 de noviembre.
La temporada tuvo 19 depresiones tropicales, 12 de las cuales alcanzaron categoría de tormenta tropical. Una tormenta tropical fue originalmente clasificada como depresión pero en el análisi postemporada fue reclasificada como tormenta. Cinco ciclones alcanzaron la categoría de huracán con tres transformados en huracanes mayores superando la categoría tres de la Escala de Saffir-Simpson.
El ciclón más notable de la temporada fue el Huracán Gilbert, que en ese momento fue el más fuerte de los huracanes del Atlántico hasta la aparición del Huracán Wilma en 2005. Recorrió el mar Caribe y el golfo de México y causó devastación en México, y muchas naciones insulares, en particular, Jamaica. Su paso causó $5.000 millones de dólares en daños (equivalente a cerca de $ 9.000 millones en 2007) y más de 300 muertes, principalmente en México. El Huracán Joan, atravesó Nicaragua como un huracán categoría 4, y causó alrededor de $2.000 millones en daños ($3.500 millones en 2007) y más de 200 muertes. El huracán cruzó a la región oriental del océano Pacífico y fue reclasificada como tormenta tropical Miriam.

## Sumario de la temporada

### Predicciones Pretemporada
Las previsiones de actividad de huracanes se emiten antes de cada temporada por expertos, como William M. Gray y sus colaboradores de la Universidad Estatal de Colorado. Una temporada normal, tal como se define por la NOAA tiene de seis a catorce tormentas con nombre de las cuales de cuatro a ocho alcanzan fuerza de huracán y entre uno y tres se convierten en huracanes major. La previsión en junio de 1988 es que once tormentas se formen y siete llegarían a estado de huracán. El pronóstico no especificó cuántos huracanes alcanzarían el estado de huracán major.

### Actividad de la temporada
La temporada Atlántica de huracanes comenzó oficialmente el 1 de junio, pero en 1988 la actividad comenzó dos días antes con la formación de la depresión tropical Uno el 30 de mayo. Se trata de una temporada por encima de la media en la que 19 depresiones tropicales se formaron. Doce de las depresiones alcanzaron la condición de tormenta tropical, y cinco de ellas se convirtieron en huracanes. Fue la primera vez en 27 años que tres huracanes alcanzaban categoría major. Cuatro huracanes y tres tormentas tocaron tierra y causaron 550 muertes y $7.000 millones de dólares en daños (1988 USD, $12.000 millones en 2007). La última tormenta de la temporada fue Keith, disipada el 14 de noviembre, solo 16 días antes del final oficial de la temporada el 30 de noviembre.
La actividad en los dos primeros meses de la temporada fue limitada debido a la fuerte cizalladura del viento de un flujo de la troposfera superior. Aunque fuertes ondas tropicales se movieron desde las costas de África, aunque perdían intensidad rápidamente mientras cruzaban el Atlántico. Como resultado de ello, no se formaron depresiones tropicales en junio o julio. La disminución de la cizalladura del viento en agosto permitió que las ondas tropicales se desarrollaran en ciclones tropicales.

## Tormentas
Cronología de la actividad tropical del Atlántico en 1988 en la temporada de huracanes

### Tormenta Tropical Alberto
La primera tormenta nombrada de la temporada se originó el 4 de agosto en débil zona de baja presión que se formó frente a las costas de Carolina del Sur. Al día siguiente, un bajo nivel de circulación fue detectada por satélite, lo que indica que una depresión tropical se formó. El 6 de agosto la tormenta fue designada la segunda depresión tropical de la temporada. El 7 de agosto el sistema se designó la tormenta tropical Alberto, mientras estaba situado justo al sur de Nantucket, Massachusetts.
En 41.5° N Alberto se convirtió en una tormenta tropical más al norte que cualquier otro ciclón tropical del Atlántico desde que se realizan de observaciones fiables de los ciclones tropicales desde 1941. La tormenta aceleró hacia el noreste a 45 km/h (28 mph) y golpeó el oeste Nueva Escocia esa noche con poco impacto. El 8 de agosto Alberto se convirtió en extratropical sobre las aguas frías del Golfo de Saint Lawrence. Poco después se disipó justo al norte de Terranova. Alberto produjo ligeras precipitaciones y vientos flojos a lo largo de su camino. No se observaron daños asociados con el sistema.

### Tormenta Tropical Beryl
La tercera depresión tropical de la temporada se formó el 7 de agosto a partir de una borrasca en el sureste de Luisiana. El lento y organizado sistema se movió hacia la desembocadura del río Misisipi. Pronto hubo suficiente organización convectiva como para que el Centro Nacional de Huracanes emitiera un aviso inicial sobre la depresión tropical Tres. El 8 de agosto los vientos de superficie aumentaron lo suficiente como para que se emitieran avisos de tormenta tropical desde Luisiana a la Florida Panhandle. Sobre el Golfo, Beryl produjo vientos sostenidos de tormenta tropical sobre zonas costeras de Luisiana, Misisipi y Alabama. Excesiva lluvia cayó a lo largo de la costa central del Golfo, incluyendo cantidades locales de 406 mm (16 plg) en la Isla Dauphin, Alabama.
La circulación de Beryl mantuvo una buena organización mientras se movía el 9 de agosto por aguas calientes, donde las condiciones son más favorables para la intensificación. Sin embargo, un frente se aproximó desde el noroeste y revirtió el curso de la tormenta en el sureste de Luisiana. A la mañana siguiente Beryl se había debilitado a una depresión tropical a medida que avanza sobre el Bayou Teche. Fuertes aguaceros de los restos del sistema dejaron más de 305 mm (12 plg) de lluvia en partes del este de Texas. En general los daños de la tormenta fueron pequeños, y solo se le atribuyó una muerte conocida.

### Tormenta Tropical Chris
Chris se formó a partir de una fuerte onda tropical que salió de la costa occidental de África el 15 de agosto. Al 21 de agosto se organizó en la depresión tropical Siete. La tormenta se movió hacia el oeste a lo largo de la periferia sur de una alta presión subtropical sobre la mitad del Atlántico. Los siguientes siete días, las aguas superficiales y observaciones de reconocimiento encontraron pocas pruebas de que la tormenta se estuviera fortaleciendo. Como resultado de ello, sigue siendo una depresión tropical a medida que avanza a través de porciones de las Antillas Menores y Mayores, así como las Bahamas.
La depresión pasó al sur de Puerto Rico el 24 de agosto y dejó más de 356 mm (14 plg) de lluvia en partes de la isla. Tres muertes en Puerto Rico se atribuyeron a las condiciones meteorológicas. El 28 de agosto la tormenta pasó a ser tormenta tropical Chris, cuando viajaba hacia el norte a la costa de Florida. Llegó a tierra cerca de Savannah, Georgia. Como una debilitada depresión, Chris vierte fuertes lluvias en Carolina del Sur, donde se fusionó con un frente frío y se convirtió en extratropical. La borrasca aceleró en el litoral oriental de Nueva Escocia y finalmente se disipó el 30 de agosto. La tormenta eléctrica generó un tornado en Carolina del Sur que dio lugar a otra muerte.

### Huracán Debby
Debby se formó a partir de la parte meridional de una onda tropical que se convirtió en la tormenta tropical Chris. En medio del Atlántico tropical, la zona norte de la convección se separado y se convirtió en depresión tropical Siete. La porción sur siguió moviendo hacia el oeste como una desorganizada zona de lluvias. El sistema no se desarrolló hasta que el bajo nivel de centro emergió en Yucatán en la bahía de Campeche el 31 de agosto. Se calcula que la tormenta se convirtió en depresión tropical Ocho justo en el mar alrededor de 12 horas, hora local.
Derivó al oeste-noroeste sobre el golfo de México, la depresión se organizó y llegó a tormenta tropical a principios dl 2 de septiembre. Más tarde ese mismo día, sobre la base de las observaciones de los aviones de reconocimiento, Debby pasó a ser un huracán. En el pico de intensidad, el centro del huracán se estaba a 50 km (31 mi) de la costa. Con poco cambio en intensidad, Debby llegó a tierra cerca de Tuxpan, Veracruz, seis horas más tarde. La tormenta trajo fuertes vientos, inundaciones, y deslizamientos de tierra y causó 10 muertes.
Debby se debilitó considerablemente a lo largo de las montañas de Sierra Madre Oriental, aunque los restos siguió avanzando a través de México. Reaparecido en la costa del Pacífico cerca de Manzanillo el 5 de septiembre. Al entrar en el Pacífico Oriental, el sistema se convirtió en la depresión tropical Diecisiete-E antes de disiparse en el golfo de California el 8 de septiembre.

### Tormenta Tropical Ernesto
El 2 de septiembre un grupo de tormentas eléctricas asociadas con un movimiento hacia el noroeste de onda tropical se desarrolló en un ciclón tropical cerca de Bermudas. Aunque bajo la superficie sigue estando mal definida y separada de la convección, el sistema se convirtió en una depresión tropical el 3 de septiembre. Bajo la influencia de vientos occidentales, la depresión se aceleró hacia el nordeste a 80 km/h (50 mph). Más tarde el 3 de septiembre fue ascendido a tormenta tropical Ernesto. La tormenta siguió fortaleciendo, pero perdió las características tropicales. Una gran tormenta extratropical en el Atlántico Norte absorbió a Ernesto el 5 de septiembre.
A lo largo de su vida, Ernesto permaneció en el mar y llevados ante los fuertes vientos a las aguas abiertas del océano. La única superficie de tierra afectada por la tormenta fue en las Azores, donde la cercanía de la tormenta trajo vientos fuertes a la Isla de Flores No se registraron daños o se informó de bajas.

### Tormenta Tropical Sin Nombre
Una bien organizada perturbación se trasladó fuera de la costa africana el 6 de septiembre y rápidamente se convirtió en la depresión tropical Trece. El NHC comenzó la emisión de advertencias el 8 de septiembre, si bien estaba a 565 km (351 mi) al noreste de Cabo Verde. Una vez hecho la revisión de los informes de los buques y satélite indicaron que la depresión tropical alcanzó fuerza de tormenta el 7 de septiembre. Sin embargo, debido a su recorrido oriental, la observación de su recorrido no incluyó esta información.
Durante tres días un gran valle de baja presión al sur del sistema lo dirigió al norte-noroeste hacia aguas más frías. De moderadas a fuertes lluvias se informaron a lo largo de la costa occidental de África, pero no se informó de daños. El sistema eventualmente debilitado se fusionó con una baja presión. Esta tormenta sin nombre más tarde fue agregado a la lista de tormentas tropicales en el resumen anual para la temporada de huracanes del Atlántico.

### Huracán Florence
Una banda de nubes que acompañaba a un frente frío salió de la costa de Texas al golfo de México el 4 de septiembre. La banda se dividió en dos sobre el centro del Golfo, la porción sur se estancó y la parte norte se convirtió en una ola frontal que el seguimiento hacia el nordeste. La convección de la porción sur aumentó alrededor del centro de la banda nubosa. El 7 de septiembre el sistema había formado una superficie de circulación, y avisos de depresión tropical comenzaron ese día.
La depresión viróhacia el Este bajo la influencia de la un frente frontal disipado y se intensificó en la tormenta tropical Florence, según lo confirmado por un Caza-huracanes. La tormenta viró hacia el norte el 9 de septiembre y aceleró. Florence se convirtió en un huracán solo horas antes de tocar tierra en el oeste del Delta del Misisipi. La tormenta rápidamente se debilitó en el sureste de Luisiana y perdió toda su convección profunda, cuando pasó por Nueva Orleans. Florence se convirtió en una depresión el 10 de septiembre cerca de Baton Rouge, y se disipó al día siguiente en el noreste de Texas.
Al comienzo produjo lluvias moderadas en toda la península de Yucatán. Tras golpear Luisiana, los niveles de agua aumentaron moderadamente por encima de lo normal al este de donde tocó tierra.
Los vientos causaron cortes de energía eléctrica a más de 100.000 personas. En Alabama un hombre murió mientras intentaba asegurar su barco. Las precipitaciones del huracán causaron graves inundaciones en partes de la Florida Panhandle en una zona ya gravemente afectados por las lluvias torrenciales y las inundaciones dañaron o destruyeron docenas de viviendas en el Condado de Santa Rosa.

### Huracán Gilbert
La depresión tropical Doce se formó justo al este de las Antillas Menores el 8 de septiembre. Cuando se trasladó al oeste-noroeste, se convirtió en la tormenta tropical Gilbert sobre las islas el 9 de septiembre. La tormenta tropical viajó rápidamente hacia el oeste y se intensificó a un huracán el 11 de septiembre. Gilbert siguió fortaleciéndose, y rozó la costa sur de la Española. Pasó directamente sobre Jamaica como un huracán categoría 3 y trajo lluvias torrenciales a la isla en las zonas montañosas. Cuando el centro reaparecido sobre el agua, Gilbert intensificado rápidamente de nuevo. El 13 de septiembre la presión central descendió 72 milibares (mbar) (hPa), el más rápido de una profundización de huracanes del Atlántico en el registro hasta el Huracán Wilma. La presión de Gilbert a nivel del mar fue de 888 mbar (hPa) la más baja jamás registrada en el Hemisferio Occidental.
Gilbert se debilitó ligeramente antes de tocar tierra en la península de Yucatán, a pesar de que golpeó con categoría 5. Cuando el ojo se trasladó a tierra, la tormenta perdió fuerza rápidamente, reemergiendo el 15 de septiembre en el golfo de México como un huracán categoría 2. El huracán Gilbert siguió su camino y en el noroeste se fortaleció a un huracán categoría 4. El 16 de septiembre Gilbert finalmente hizo su entrada en tierra en el noreste de México cerca de la ciudad de La Pesca, con vientos máximos sostenidos de 200 km/h (124 mph). El ojo pasó al sur de Monterrey, México, el 17 de septiembre y causó grandes inundaciones en la ciudad. Los restos de Gilbert se fusionaron con un frente de baja presión sobre Misuri.
El huracán Gilbert fue el huracán más intenso jamás observado en la cuenca del Atlántico hasta el huracán Wilma en 2005. La tormenta causó $5.000 millones (1988 USD) en daños en todo el Caribe y en América Central. Gilbert fue el primer huracán en hacer tierra en Jamaica desde el huracán Charlie en 1951. Hasta el huracán Dean del 2007, también es la más reciente tormenta para hacer tierra como un huracán Categoría 5 en México. El número de víctimas mortales de Gilbert fueron 318 personas, en su mayoría en México.

### Huracán Helene
Una bien organizada onda tropical se trasladó frente a las costas de África en el 15 de septiembre. Aguaceros y fuertes vientos se observaron cuando la perturbación pasó por las Islas de Cabo Verde el 17 de septiembre. En los días siguientes el aumento de actividad convectiva sobre el sistema Basado en imágenes del satélite, el sistema fue designada una depresión tropical el 19 de septiembre y tormenta tropical Helene el 20 de septiembre.
Cuando llegó a la mitad del Atlántico, Helene viró al noroeste bajo la influencia de un gran frente. Las condiciones favorables permitieron a la tormenta intensificarse en una tasa moderada. El 21 de septiembre Helene se convirtió en un huracán sobre la mitad del Atlántico tropical. La tormenta se fortaleció aún más, llegando a huracán major el al final del 22 de septiembre y en categoría 4 al día siguiente.
El 23 de septiembre Helene giró norte a través de un frente secundario y continuó avanzando en esa dirección durante la siguiente semana. El huracán se debilitó gradualmente a un huracán mínimo en los siguientes días. El 28 de septiembre se fortalece brevemente. La velocidad de avance aumentó a 95 km/h (59 mph) el 30 de septiembre cuando el huracán se convirtió en extratropical sobre el Atlántico norte. Observado como un huracán por nueve días a través del satélite, Helene fue el más largo huracán de la temporada de 1988 del Atlántico.

### Tormenta Tropical Isaac
Isaac se originó como una perturbación cerca de la costa occidental de África el 23 de septiembre. La tormenta viajó hacia el oeste en una latitud baja a lo largo de la zona de convergencia intertropical (o ITCZ), y su convección se hizo progresivamente más organizada. El 29 de septiembre fue identificada como la depresión tropical Dieciséis cerca de 1500 km (932 mi) al sureste de Barbados. El camino hacia el oeste de la tormenta varió dos grados hacia el norte, posiblemente como resultado de la formación de un nuevo centro. El 30 de septiembre la depresión se actualizó cuando un avión de reconocimiento de la Fuerza Aérea descubrió los vientos de fuerza de tormenta tropical.
La cizalladura vertical del viento impidió la convección profunda en el centro de la tormenta. Cuando Isaac se acercó a las islas, norte de las Antillas Menores se emitieron advertencias de tormenta tropical. No obstante, la tormenta duró solo un corto período de tiempo. Isaac fue rebajado a una depresión el 1 de octubre y se disipó por completo poco después. No se registraron daños o se informó de bajas. Los restos de Isaac eventualmente regenerada en la zona oriental de la cuenca del océano Pacífico como la depresión tropical Veinte-E.

### Huracán Joan
El 10 de octubre la depresión tropical número 17 de la temporada se organizó a partir de una perturbación en la ITCZ. En los siguientes dos días el sistema viajó al noroeste, mientras se fortalecía en la Tormenta Tropical Joan. Después de pasar por el sur de las Antillas Menores, Joan viajó hacia el oeste a lo largo de la costa de América del Sur como una mínima tormenta tropical. Cruzó la península de la Guajira el 17 de octubre y alcanzó rápidamente la fuerza de huracanes a 50 km (31 mi) de la costa. Se fortaleció en un gran huracán el 19 de octubre, mientras viajaba hacia el oeste. El huracán se debilitó rápidamente pero volvió a ganar fuerza mientras viajaba ahcia el oeste. Joan llegó a su pico de intensidad justo antes de tomar tierra cerca de Bluefields, Nicaragua, el 22 de octubre como un huracán categoría 4. Joan en el momento era el huracán categoría 4 más al sur jamás registrado, pero este récord fue roto por el Huracán Iván. Joan se mantuvo bien organizado, mientras cruzaba Nicaragua y surgido en la región oriental de la cuenca del océano Pacífico como la tormenta tropical Miriam. Miriam se debilitó gradualmente disipándose el 2 de noviembre.
El huracán Joan mató 148 personas en Nicaragua y 68 en otras naciones afectadas. Los efectos colaterales, asociados a las bandas lluviosas, provocaron la ruptura de un dique del río Corredores en Ciudad Neily, en el sur de Costa Rica. Los daños del huracán en Nicaragua ascendieron a la mitad de los $2.000 millones (1988 USD) totales. Joan también trajo fuertes lluvias y deslizamientos de tierra a los países a lo largo del extremo sur del Caribe. Su recorrido a lo largo de la costa norte de América del Sur fue muy raro; Joan fue uno de los pocos ciclones tropicales del Atlántico en avanzar por este camino. Joan fue también el primer ciclón tropical en cruzar la cuenca del Atlántico desde el huracán Greta de 1978.

### Tormenta tropical Keith
La última tormenta de la temporada se formó a partir de una onda tropical el 17 de noviembre al sur de Haití. Se desplazó hacia el oeste a través del mar Caribe y se organizó lo suficiente como para alcanzar la condición de tormenta tropical el 20 de noviembre. Keith rápidamente se organizó y llegó a su punto máximo con vientos de 115 km/h (71 mph) antes de tomar tierra en la parte noreste de la península del Yucatán el 21 de noviembre. Un frente en un nivel superior la forzó a virar al noreste, donde los vientos fríos y secos de los niveles superiores debilitaron a la tormenta a la mínima fuerza en un patrón típico del mes de noviembre. Keith se fortaleció de nuevo en el sureste del golfo de México y golpeó cerca de Sarasota, Florida, el 23 de noviembre. Después de cruzar el estado, se convirtió en extratropical el 24 de noviembre cerca de Bermudas y se convirtió en un intenso sistema extratropical sobre el Atlántico con vientos sostenidos de la fuerza de huracán.
A principios de su existencia Keith produjo de moderada a fuertes lluvias en Honduras, Jamaica, y Cuba. Se informaron de daños mínimos en México, todavía recuperándose de los devastadores efectos del Huracán Gilbert dos meses antes. Keith, el último de los cuatro ciclones nombrados en golpear a los Estados Unidos durante la temporada, produjo precipitaciones moderadas a través de Florida. El daño fue bastante generalizado, pero menor, con un total de alrededor de $ 7,3 millones (1988 USD, $ 12,7 millones USD 2007). Los daños cerca de la costa se produjo principalmente por las mareas de tempestad y la erosión de las playas, mientras que los daños en el interior se limitan a las inundaciones y derribo de árboles y líneas eléctricas. No se informó de víctimas mortales.

## Energía Ciclónica Acumulada (ECA)
| ECA (104kt²) – Tormenta | ECA (104kt²) – Tormenta | ECA (104kt²) – Tormenta | ECA (104kt²) – Tormenta | ECA (104kt²) – Tormenta | ECA (104kt²) – Tormenta |
| ----------------------- | ----------------------- | ----------------------- | ----------------------- | ----------------------- | ----------------------- |
| 1                       | 32.76                   | Gilbert                 | 7                       | 1.628                   | Debby                   |
| 2                       | 31.60                   | Helene                  | 8                       | 1.288                   | Ernesto                 |
| 3                       | 23.72                   | Joan                    | 9                       | 1.050                   | Beryl                   |
| 4                       | 4.870                   | Keith                   | 10                      | 0.490                   | Alberto                 |
| 5                       | 3.045                   | Florence                | 11                      | 0.485                   | Chris                   |
| 6                       | 1.688                   | Sin Nombre              | 12                      | 0.405                   | Isaac                   |
| Total= 103.0            |                         |                         |                         |                         |                         |

La tabla a la derecha muestra la Energía Ciclónica Acumulada (ECA) para cada ciclón tropical formado durante la temporada. El ECA es, a grandes rasgos, una medida de la energía del huracán multiplicado por la longitud del tiempo que existió, así como de huracanes particularmente intensos. Cuanto más tiempo dure y más intenso sea el huracán conllevará una ECA más alta. El valor de ECA solo se calcula para sistemas tropicales de 34 nudos (39 mph, 63 km/h) o más y tormentas tropicales fuertes. La temporada de 1988 tuvo una ECA acumulada de 103 x 104kt2, que se clasifica como encima de lo normal, ya que está por encima del valor de 103 x 104kt2 (correspondiente al 117 por ciento de la mediana de ECA o 110 por ciento de la media).

## Nombres de las tormentas
Los siguientes nombres fueron usados para nombrar las tormentas que se formaron en el Atlántico Norte en el 1988. Es la misma lista usada para la temporada de 1982. Esta lista será usada de nuevo en la temporada de 1994, salvo los nombre retirados. Las tormentas Gilbert, Isaac, Joan, y Keith, fueron nombradas por primera vez en 1988. Florence y Helene no se utilizaron en 1982, pero se habían utilizado en anteriores listas. Los nombres que no han sido usados en esta temporada están marcados con gris.
| - Alberto - Beryl - Chris - Debby - Ernesto - Florence - Gilbert | - Helene - Isaac - Joan - Keith - Leslie (sin usar) - Michael (sin usar) - Nadine (sin usar) | - Oscar (sin usar) - Patty (sin usar) - Rafael (sin usar) - Sandy (sin usar) - Tony (sin usar) - Valerie (sin usar) - William (sin usar) |

### Nombres retirados
La Organización Meteorológica Mundial retiró dos nombres en la primavera de 1989: Gilbert y Joan. Fueron remplazados en la temporada de 1994 por Gordon y Joyce.